# Капітан Немо

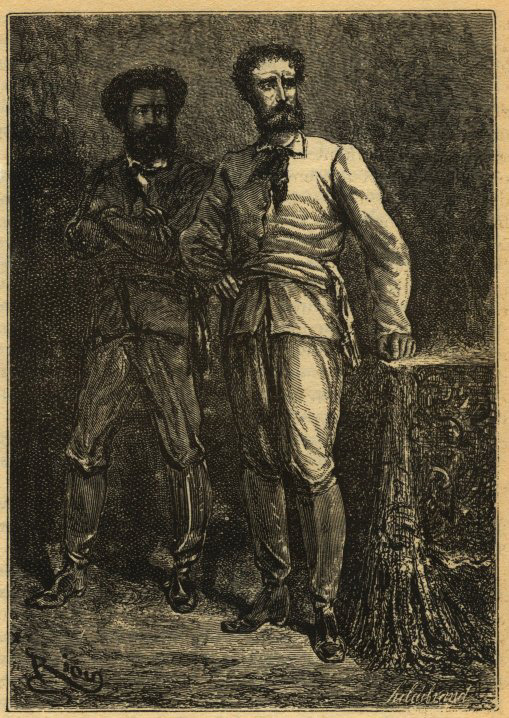
Перша поява капітана Немо (ілюстрація з прижиттєвого видання роману Жуля Верна «20 000 льє під водою»)

Капітан Немо (лат. Nemo — «Ніхто») — вигаданий персонаж романів Жуля Верна. Інженер, винахідник, конструктор, вчений-океанолог, борець проти британського колоніалізму. Творець і капітан фантастичного підводного корабля «Наутилус». 
Персонаж зустрічається в романах «20 000 льє під водою» і «Таємничий острів», які разом з романом «Діти капітана Гранта», складають трилогію, об'єднану спільними героями. «20 000 льє під водою» є основним твором, в якому розкривається історія, характер і цілі капітана Немо.

## Капітан Немо у книгах
Немо — спочатку був задуманий як польський революціонер, але пізніше перетворився в бунделкхандського принца Даккар, який очолював у 50-х роках XIX століття повстання індійських сипаїв проти британських загарбників, що поневолили його рідну країну. Повстання закінчилося поразкою сипаїв, Індія знову опинилася під пануванням Британії, і за голову принца і лідера бунтівників була призначена величезна ціна. За деякими відомостями, дружину і двох дітей Даккар взяли в заручники і вбили в полоні, сам він був змушений ховатися. Завдяки блискучій різнобічній освіті, яку він отримав у Європі, і численним талантам він зміг побудувати перший в світі діючий підводний човен разом із невеликою кількістю вірних йому людей на віддаленому острівці Тихого океану, звідки і почав своє плавання.
З тих пір перша людина, що зробила крок у глибини океану, втратила і віру, і Батьківщину, і ім'я — і став називатися капітаном Ніхто (Немо). Він стверджував, що назавжди помер для землі і всіх людей, оголосивши таким чином протест всьому світу. Принципово не вживаючи ні для яких потреб свого життя речовин наземного походження і намагаючись не виходити на сушу, Немо не зміг знайти душевний спокій в океанських просторах. Закоханий у море, Немо вважав, що тільки там людина може врятуватися від несправедливостей суспільства і жити істинно вільним життям.
| Море не підвладне деспотам. На його поверхні вони ще можуть воювати і вбивати один одного, але на глибині десяти футів їх влада припиняється … Ах, професор, живіть у глибині морів! Тільки тут людина воістину вільна! Тільки тут його ніхто не може пригнічувати! (Жюль Верн. «20 000 льє під водою») |
Немо — людина-таємниця. У ньому уживається гордість, рішучість, залізна воля, відстороненість — і милосердя, здатність бурхливо виражати почуття, живий інтерес до всього.
Через кілька років після зустрічі з професором Аронаксом капітан Немо залишається один, всі члени його команди вмирають, і він змушений знайти собі притулок в підземному озері вулканічного острова на схід від Австралії, де деякий час допомагає мандрівникам, що раптово опинилися на острові («Таємничий острів») . Їм він розкриває таємницю свого життя і незабаром вмирає. Підбиваючи підсумки свого життя, капітан Немо говорить:
| Все своє життя я робив добро, коли міг, і зло, коли це було необхідно. Прощати образи ворогам — не означає бути справедливим. (Жюль Верн. «Таємничий острів») |
Незважаючи на сюжетну завершеність романів Жуля Верна, складна особистість і доля капітана Немо не можуть бути описані до кінця, тому його образ часто використовується багатьма досі.
Капітан Немо є талановитим інженером, конструктором, дослідником океану, але також він знається на мистецтві. На його «Наутилус» зібрані справжні шедеври літератури, поезії, картини і скульптури великих майстрів. Немо розмовляє на багатьох мовах світу, досконало знає, щонайменше, французьку, англійську, німецьку та латину. Є поціновувачем музики, має на борту «Наутилуса» фісгармонію і партитури великих композиторів, виконує їх сам.

## Капітан Немо у фільмах
1954 — 20 000 льє під водою (Діснейленд), актор Джеймс Мейсон
1976 — Капітан Немо (Одеська кіностудія), актор Владислав Дворжецький
1997 — 20 000 льє під водою (Голівуд), актор Майкл Кейн
2003 — Ліга видатних джентльменів, актор Насіруддін Шах